# دواء نفسي المفعول
1. كوكايين
2. كراك كوكايين
3. ميثيل فينيدات (ريتالين)
4. إفيدرين
5. إكستاسي
6. مسكالين
7. LSD
8. فطر سيلوسيبين
9. سالفيا ديفينورام
10. ديفينهيدرامين
11. فطر أمانيت الطائر
12. أسيتامينوفين/كوديين
13. كودين مع مرخي عضلي
14. تبغ شائع
15. بوبروبيون (زيبان)
16. قنب هندي (ماريجوانا)
17. حشيش

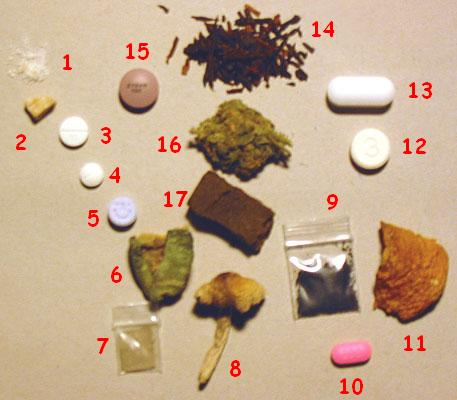
مجموعة متنوعة من العقارات نفسانية التأثير—أدوية ومخدرات الشوارع:

دواء نفسي المفعول أو العقار نفساني التأثير أو المؤثر العقلي عبارة عن مادة كيميائية تعبر الحاجز الدموي الدماغي وتؤثر على الجهاز العصبي المركزي ومنه على وظيفة العقل مما يؤدي إلى حدوث تأثيرات على الإدراك الحسي والحالة والوعي والإدراك والسلوك.
قد تستخدم هذه المواد طبيًا؛ أو استجماميًا؛ أو لتحسين الأداء أو تغيير حالة وعي المرء عمدًا؛ أو كعقار روحي لأغراض شعائرية أو روحانية أو شامانية؛ أو بغرض البحث العلمي. يصف الأطباء وغيرهم من ممارسي الرعاية الصحية بعض فئات الأدوية نفسية المفعول ذات القيمة العلاجية. ومن الأمثلة على ذلك التخدير، ومسكنات الألم، ومضادات الالتهاب، ومضادات باركنسون، فضلًا عن الأدوية المستخدمة لعلاج الاضطرابات النفسية العصبية، كمضادات الاكتئاب، ومضادات القلق، ومضادات الذهان، والأدوية المنشطة. ويمكن استخدام بعض المواد نفسانية التأثير ضمن برامج إزالة السمية وإعادة التأهيل للمعتمدين والمدمنين على الأدوية نفسية المفعول.
كثيرًا ما تُحدِث المواد نفسية المفعول تغيرات غير موضوعية (رغم أنها قد تُلاحظ موضوعيًا) في الوعي والمزاج قد يجدها المستخدم مجزية وممتعة (كالابتهاج أو الشعور بالاسترخاء) أو مفيدة بطريقة يمكن ملاحظتها موضوعيًا أو قياسها (كزيادة اليقظة). فالمواد المجزية والمعزِزة إيجابيًا بالتالي يمكن أن تحرض حالة من الإدمان، كتعاطي المخدرات القهري رغم إدراك العواقب السلبية. وبالإضافة إلى ذلك، قد يؤدي تعاطي بعض المواد المستمر إلى الاعتماد البدني أو النفسي أو كليهما معًا، الأمر المرتبط بحالات سحب جسدية أو نفسية-عاطفية تباعًا. وتحاول برامج إعادة تأهيل مدمني المخدرات الحد من الإدمان عبر مزيج من العلاج النفسي، ومجموعات الدعم، والمواد الأخرى نفسانية التأثير. وعلى العكس من ذلك، قد تكون بعض الأدوية نفسية المفعول كريهة لدرجة تدفع الشخص لألا يستخدمها مرة أخرى. وينطبق هذا الأمر بشكل خاص على بعض مسببات الذهان (كحشيش جيمسون)، ومسببات التفارق (كالفينسيكليدين والكيتامين)، والمهلوسات الكلاسيكية (كمادة إل إس دي والسيلوسيبين) التي تسبب الشعور بخوض «رحلة سيئة».
أسفر سوء استعمال الأدوية نفسية المفعول والاعتماد عليها وإدمانها عن تدابير قانونية ومناقشات أخلاقية. تحاول الضوابط الحكومية على عملية التصنيع والتوريد والوصفات الطبية الحد من تعاطي العقاقير الطبية الإشكالية. أُثيرت أيضًا مخاوف أخلاقية حول الإفراط في استخدام هذه الأدوية سريريًا، وتسويقها من جانب المصنعين. تستمر الحملات الشعبية الرامية إلى تشريع أو إلغاء تجريم بعض أنواع تعاطي المخدرات الاستجمامية (كالقنب).

## تاريخ
يمكن تتبع تعاطي الأدوية نفسية المفعول إلى عصر ما قبل التاريخ. ثمة أدلة أثرية على استخدام مواد نفسانية التأثير (معظمها نباتات) يعود تاريخها إلى ما لا يقل عن عشرة آلاف سنة، وأدلة تاريخية على الاستخدام الثقافي على مدى خمسة آلاف سنة. فمضغ أوراق الكوكا، على سبيل المثال، يعود إلى أكثر من 8000 سنة في المجتمع البيروفي.
إن الاستخدام الطبي هو أحد الجوانب الهامة لاستخدام الأدوية نفسية المفعول. بيد أن البعض افترضوا أن دافع تغيير حالة وعي المرء هو دافع بدائي كدافع إشباع العطش أو الجوع أو الرغبة الجنسية. يزعم مؤيدو هذا الاعتقاد أن تاريخ تعاطي المخدرات بل وحتى رغبة الأطفال في الدوران أو التأرجح أو الانزلاق تشير إلى أن الدافع بتغيير حالة المرء العقلية هو دافع عالمي.

وكان المؤلف الأميركي فيتز هيو لودلو (1836-1870) من أوائل الأشخاص الذين تكلموا بوضوح عن هذه الفكرة بعيدًا عن السياق الطبي في كتابه «آكل الحشيش» (1857):
إن المخدرات قادرة على تقريب البشر من التجربة الإلهية، وبالتالي نقلنا من قدرنا الشخصي وظروف حياتنا اليومية إلى مستوى أعلى من الواقع. بيد أنه من الضروري أن نفهم بدقة الهدف المقصود من تعاطي المخدرات. نحن لا نعني الرغبة الجسدية البحتة، ما نتكلم عنه شيء أرفع بكثير، أي معرفة إمكانية اندخال الروح في كائن أخف وزنًا، واستراق لمحة أعمق للبصيرة والرؤى الأكثر روعةً للجمال والحقيقة والقوى الإلهية، أعمق من قدرتنا الاعتيادية على التجسس عبر شقوق زنزانة أجسادنا. لكن ليس ثمة الكثير من المخدرات القادرة على إخماد هذه الرغبة. فالقائمة بأكملها، على الأقل ما ذكرته البحوث حتى الآن، قد لا تشمل سوى الأفيون والحشيش وفي الحالات الأخرى، الكحول ذي التأثيرات التنويرية على شخصيات معينة جدًا فقط.
خلال القرن العشرين، استجابت العديد من الحكومات في جميع أنحاء العالم في البداية لاستخدام المخدرات الاستجمامية من خلال حظرها وتجريم استخدامها أو توريدها أو مقايضتها. ومن الأمثلة البارزة على ذلك الحظر في الولايات المتحدة، حيث جُرِّم استهلاك الكحول لمدة 13 عامًا. بيد أن كثيرًا من الحكومات والمسؤولين الحكوميين والأشخاص العاملين في مجال إنفاذ القوانين خلصوا إلى أنه لا يمكن وقف تعاطي المخدرات غير المشروعة بالشكل الكافي من خلال التجريم. وقد توصلت منظمات مثل منظمة إنفاذ القانون لا الحظر (إل إي إيه بّي) إلى مثل هذا الاستنتاج، معتقدة أن:
السياسات القائمة المتعلقة بالمخدرات قد فشلت بتحقيق أهدافها المنشودة المتمثلة في التصدي لمشاكل الجريمة، وتعاطي المخدرات، والإدمان، وتعاطي الأحداث للمخدرات، ووقف تدفق المخدرات غير المشروعة إلى البلاد، والإتجار الداخلي للمخدرات غير المشروعة واستخدامها. فاقمت الحكومة من مشاكل المجتمع وجعلتها أسوأ بكثير بشنها حرب على المخدرات. إن حزمة من القوانين دون حظر المخدرات تعتبر سياسة عامة أقل ضررًا وأكثر أخلاقيةً وأكثر فعالية.
وفي بعض البلدان، كان ثمة نزعة نحو الحد من ضررها على يد الخدمات الصحية حيث لا يتم التغاضي عن تعاطي المخدرات غير المشروعة ولا يُروج لها أيضًا، ولكن تُوفر الخدمات والدعم لضمان تسهيل توافر المعلومات الوقائعية الكافية للمتعاطين، وتقليل الآثار السلبية لاستخدامهم إلى أدنى حد. وهذا ما اتبعته سياسة البرتغال بعدم تجريم المخدرات، والتي حققت هدفها الرئيسي المتمثل في الحد من الآثار الصحية الضارة لتعاطي المخدرات.

## الأغراض
يستخدم البشر المواد نفسانية التأثير لعدد من الأغراض المختلفة لتحقيق غاية محددة. وتختلف هذه الاستخدامات اختلافًا كبيرًا بين الثقافات. وقد يكون لبعض المواد استخدامات خاضعة للرقابة أو غير مشروعة، بينما بعض المواد الأخرى تُستخدم لأغراض شامانية، وثمة مواد أخرى تستخدم دوائيًا. ومن الأمثلة الأخرى على ذلك، شرب الكحول في المناسبات الاجتماعية أو منشطات الذهن أو الحبوب المساعدة على النوم. الكافيين هو المادة نفسية المفعول الأكثر استهلاكًا في العالم، ولكن على عكس العديد من المواد الأخرى، فهو قانوني وغير منظم في جميع الولايات القضائية تقريبًا. وفي أميركا الشمالية، يستهلك 90% من البالغين الكافيين يوميًا.
تنقسم الأدوية نفسية المفعول إلى مجموعات مختلفة وفقا لتأثيراتها الدوائية. المجموعات الدوائية والعقاقير نفسية المفعول الشائعة الاستخدام:
- مضادات القلق

أمثلة: البنزوديازيبينات، الباربيتورات
- إمباثوجن-إنتاكتوجين

أمثلة: MDMA (إكستاسي)،MDA ،  6-APB، AMT (ألفا ميتيل تريبتامين)
- المنبهات (المنشطات). تضم هذه الفئة المواد التي توقظ المرء، وتحفز العقل، وقد تسبب الابتهاج، لكنها لا تؤثر على الإدراك.

أمثلة: الأمفيتامين والكافيين والكوكايين والنيكوتين والمودافينيل
- عقاقير مسببة للاكتئاب (المهدئات)، تتضمن المركنات، والمنومات، وأشباه الأفيونات. تشمل هذه الفئة جميع المواد المهدئة والمحرضة للنوم والحادّة من القلق والمخدرة، والتي تؤدي في بعض الأحيان إلى إحداث تغيرات في الإدراك، كصور الأحلام، وكثيرًا ما تحرض الشعور بالابتهاج.

أمثلة: الإيثانول (المشروبات الكحولية)، والأفيونيات، والقنب، والباربيتورات، والبنزوديازيبينات.
- المهلوسات، متضمنةً العقاقير المخلة بالنفس، ومسببات التفارق ومسببات الهذيان. تشمل هذه الفئة جميع المواد التي تتسبب بتغييرات مميزة في الإدراك والتوجه المكاني والزماني والحالة العاطفية.

أمثلة: سيلوسيبين، LSD، ثنائي ميثيل التربتامين، مسكالين، قصعين الكهان، أكسيد النيتروس، هيوسين.

## القانونية
كانت مسألة قانونية العقارات نفسانية التأثير محطاً للجدل خلال التاريخ المعاصر، تعد حرب الأفيون الثانية وقانون الحظر الأمريكي من الأمثلة التاريخية على الجدل القانوني الدائر حول العقارات النفسانية التأثير. تعد الاتفاقية الوحيدة للمخدرات من أكثر الوثائق القانونية نفاذية والمرتبطة بقانونية العقارات نفسانية التأثير خلال السنوات الأخيرة.

## الاعتماد والإدمان
ترتبط العقاقير النفسية غالبًا بالاعتماد أو الإدمان على المخدرات. يمكن تقسيم الاعتماد إلى نوعين: الاعتماد النفسي، والذي يعاني فيه المستخدم من أعراض نفسية أو عاطفية سلبية عند الانسحاب (مثل الاكتئاب) والاعتماد الجسدي، حيث يجب على المستخدم تناول المخدر لتجنب أعراض الانسحاب الجسدية غير المريحة أو حتى الضارة من الناحية الطبية. المخدرات التي تكون مرضية ومعززة في نفس الوقت تسبب الإدمان؛ تتوسط هذه الخصائص للمخدر عن طريق تنشيط المسار الدوباميني الميزولمبي، وخاصة النواة المتكئة. ليست كل المخدرات التي تسبب الإدمان مرتبطة بالاعتماد الجسدي، على سبيل المثال، الأمفيتامين، وليس كل العقاقير التي تسبب الاعتماد الجسدي تعتبر مخدرات تسبب الإدمان، على سبيل المثال، الأوكسيميتازولين. 
يتخصص العديد من المهنيين ومجموعات المساعدة الذاتية والشركات بدرجات متفاوتة من النجاح في إعادة التأهيل من الإدمان على المخدرات، ويحاول العديد من الآباء التأثير على تصرفات واختيارات أطفالهم فيما يتعلق بالعقاقير النفسية.
تشمل الأشكال الشائعة لإعادة التأهيل العلاج النفسي، مجموعات الدعم والعلاج بالعقاقير، حيث تُستخدم المواد النفسية لتقليل الرغبة الشديدة في الأكل وأعراض الانسحاب الفسيولوجية بينما يخضع المستخدم للتخلص من السموم.  الميثادون، والذي هو نفسه أفيوني ومادة نفسية، هو علاج شائع لإدمان الهيروين، وكذلك أفيوني آخر، البوبرينورفين. أظهرت الدراسات الحديثة عن الإدمان بعض الوعود لاستخدام المواد المهلوسة، مثل الإيبوجاين، لعلاج الاعتماد على المخدرات، على الرغم من أن هذا لم يصبح بعد ممارسة مقبولة على نطاق واسع.